# Carlos Amarilla
Carlos Arecio Amarilla Demarqui (Asunción, 26 de octubre de 1970) es un árbitro de fútbol profesional paraguayo. Árbitro desde el año 1997 y el primer partido internacional que dirigió como juez de FIFA fue Ecuador vs. Uruguay.

## Trayectoria
Participó en el Mundial Alemania 2006, abriendo la actividad del Grupo H entre República Checa y Estados Unidos, como así también la del Grupo G entre Suiza y Togo.
Entre sus logros más importantes se encuentra el haber pitado de manera consecutiva dos finales de la Copa América, en 2004 y 2007, ambas con una victoria brasileña sobre Argentina.
También ha tenido a su cargo la dirección de varias finales de copas internacionales de clubes. En 2006 arbitró la final de ida de la Recopa Sudamericana, en 2005 la final de vuelta de la Copa Sudamericana, y en 2008 la final de ida del mismo torneo.
Además de desempeñarse como árbitro de fútbol, también es ingeniero eléctrico. Con relación a su vida personal ha enfrentado dos juicios, uno de ellos penal por violencia doméstica. En el otro caso, el Tribunal de Justicia Deportiva le inició una investigación por presuntos arreglos en un partido. Esto le significó una suspensión momentánea en el año 2009, la cual poco después quedó sin efecto regresando a la actividad normal. 
Pese al problema, la Conmebol lo seleccionó en 2009 para el pitaje de una nueva final en su carrera. Fue para el partido de vuelta, otra vez por la Copa Sudamericana.
En febrero de 2010, Amarilla fue designado por la FIFA para integrar el plantel de árbitros que dirigió en la Copa Mundial del mismo año que se llevó a cabo en Sudáfrica. No obstante, tres meses más tarde fue descartado debido a que su asistente Emigdio Ruiz, integrante del trío arbitral paraguayo, no superó las pruebas físicas de la FIFA. Como labores importantes, pitó la ida de la semifinal de la Copa Libertadores 2011 entre Vélez Sarsfield y Peñarol, además de la ida de la final del mismo torneo, entre Peñarol y Santos.
Carlos Amarilla, al promediar su carrera, cobró notoriedad en el ambiente futbolístico por la recursividad de ciertos fallos controversiales. Uno de los más polémicos ocurrió el 11 de septiembre de 2012, en un partido disputado en el Estadio Centenario de Montevideo entre los seleccionados de Uruguay y Ecuador, con motivo de las eliminatorias sudamericanas. En el minuto 16 del segundo tiempo, Amarilla sancionó al delantero Cristian "Chucho" Benítez (+) por "simulación de falta" ante un penal cometido —y reconocido posteriormente— por el arquero de la selección uruguaya, Fernando Muslera. Producto de su error, recibió una cantidad de mensajes de protesta y agresiones vía Twitter de parte de la hinchada ecuatoriana que lo obligaron a cerrar temporalmente su cuenta.
Pese al problema, la Conmebol lo seleccionó en 2009 para el pitaje de una nueva final en su carrera. Fue para el partido de vuelta, otra vez por la Copa Sudamericana.
En febrero de 2010, Amarilla fue designado por la FIFA para integrar el plantel de árbitros que dirigió en la Copa Mundial del mismo año que se llevó a cabo en Sudáfrica. No obstante, tres meses más tarde fue descartado debido a que su asistente Emigdio Ruiz, integrante del trío arbitral paraguayo, no superó las pruebas físicas de la FIFA. Como labores importantes, pitó la ida de la semifinal de la Copa Libertadores 2011 entre Vélez Sarsfield y Peñarol, además de la ida de la final del mismo torneo, entre Peñarol y Santos.

## Copa América 2004
| 7 de julio de 2004 | Argentina                                                                        | 6:1 (1:0) | Ecuador        | Estadio Elías Aguirre, Chiclayo                                        |                                                                        |
|                    | K. González 5' (pen.) · Saviola 64' 69' 74' · D'Alessandro 84' · L. González 90' |           | 62' A. Delgado | Asistencia: 24 000 espectadores Árbitro(s): Carlos Amarilla (Paraguay) | Asistencia: 24 000 espectadores Árbitro(s): Carlos Amarilla (Paraguay) |

| 17 de julio de 2004 | Perú | 0:1 (0:0) | Argentina        | Estadio Elías Aguirre, Chiclayo                                        |                                                                        |
|                     |      |           | 60' (t.l.) Tévez | Asistencia: 26 500 espectadores Árbitro(s): Carlos Amarilla (Paraguay) | Asistencia: 26 500 espectadores Árbitro(s): Carlos Amarilla (Paraguay) |

| 25 de julio de 2004 | Argentina                                   | 2:2 (1:1) (2:4 p.)         | Brasil                       | Estadio Nacional, Lima                                                 |                                                                        |
|                     | K. González 21' · C. Delgado 87'            |                            | 45' Luisão · 90+4' Adriano   | Asistencia: 49 000 espectadores Árbitro(s): Carlos Amarilla (Paraguay) | Asistencia: 49 000 espectadores Árbitro(s): Carlos Amarilla (Paraguay) |
|                     |                                             | Tiros desde el punto penal |                              |                                                                        |                                                                        |
|                     | D'Alessandro · Heinze · K. González · Sorín |                            | Adriano · Edú · Diego · Juan |                                                                        |                                                                        |

## Copa del Mundo 2006
| 12 de junio de 2006, 18:00 | Estados Unidos | 0:3 (0:2) | República Checa             | Est. de la Copa Mundial, Gelsenkirchen                                 |                                                                        |
|                            |                |           | 5' Koller · 36' 76' Rosický | Asistencia: 52 000 espectadores Árbitro(s): Carlos Amarilla (Paraguay) | Asistencia: 52 000 espectadores Árbitro(s): Carlos Amarilla (Paraguay) |

| 19 de junio de 2006, 15:00 | Togo | 0:2 (0:1) | Suiza                   | Est. de la Copa Mundial, Dortmund                                      |                                                                        |
|                            |      |           | 16' Frei · 88' Barnetta | Asistencia: 65 000 espectadores Árbitro(s): Carlos Amarilla (Paraguay) | Asistencia: 65 000 espectadores Árbitro(s): Carlos Amarilla (Paraguay) |

| 23 de junio de 2006, 16:00 | Ucrania               | 1:0 (0:0) | Túnez | Estadio Olímpico, Berlín                                               |                                                                        |
|                            | Shevchenko 70' (pen.) |           |       | Asistencia: 72 000 espectadores Árbitro(s): Carlos Amarilla (Paraguay) | Asistencia: 72 000 espectadores Árbitro(s): Carlos Amarilla (Paraguay) |

## Copa América 2007
| 26 de junio de 2007, 18:05 | Uruguay | 0:3 (0:1) | Perú                                     | Estadio Metropolitano, Mérida                                          |                                                                        |
|                            |         |           | Villalta 27' · Mariño 70' · Guerrero 89' | Asistencia: 32.000 espectadores Árbitro(s): Carlos Amarilla (Paraguay) | Asistencia: 32.000 espectadores Árbitro(s): Carlos Amarilla (Paraguay) |

| 4 de julio de 2007, 18:35 | México | 0:0 | Chile | Estadio José Antonio Anzoátegui, Puerto La Cruz                        |  |
|                           |        |     |       | Asistencia: 40.000 espectadores Árbitro(s): Carlos Amarilla (Paraguay) |  |

| 15 de julio de 2007, 17:05 | Brasil                                                | 3:0 (2:0) | Argentina | Estadio José Encarnación Romero, Maracaibo                             |                                                                        |
|                            | Júlio Baptista 4' · Ayala 40' (a.g.) · Dani Alves 69' |           |           | Asistencia: 40.000 espectadores Árbitro(s): Carlos Amarilla (Paraguay) | Asistencia: 40.000 espectadores Árbitro(s): Carlos Amarilla (Paraguay) |

## Copa América 2011
| 8 de julio de 2011, 19:15 | Uruguay        | 1:1 (0:0) | Chile       | Estadio Malvinas Argentinas, Mendoza                                   |                                                                        |
|                           | Á. Pereira 53' |           | 64' Sánchez | Asistencia: 45 000 espectadores Árbitro(s): Carlos Amarilla (Paraguay) | Asistencia: 45 000 espectadores Árbitro(s): Carlos Amarilla (Paraguay) |

| 16 de julio de 2011, 19:15 | Argentina                                    | 1:1 (1:1, 1:1) (t. s.) (4:5 p.) | Uruguay                                      | Estadio Brigadier General Estanislao López, Santa Fe                   |                                                                        |
|                            | Higuaín 17'                                  |                                 | 5' Pérez                                     | Asistencia: 47 000 espectadores Árbitro(s): Carlos Amarilla (Paraguay) | Asistencia: 47 000 espectadores Árbitro(s): Carlos Amarilla (Paraguay) |
|                            |                                              | Tiros desde el punto penal      |                                              |                                                                        |                                                                        |
|                            | Messi · Burdisso · Tévez · Pastore · Higuaín |                                 | Forlán · Suárez · Scotti · Gargano · Cáceres |                                                                        |                                                                        |

## Copa Libertadores (finales)
| 15 de junio de 2011, 21:50 | Peñarol | 0:0 | Santos | Estadio Centenario, Montevideo                                         |  |
|                            |         |     |        | Asistencia: 65 000 espectadores Árbitro(s): Carlos Amarilla (Paraguay) |  |

## Copa Sudamericana (finales)
| 18 de diciembre de 2005, 21:45 | Boca Juniors                                                           | 1:1 (1:0) (4:3 p.)         | Pumas                                                             | La Bombonera, Buenos Aires                                             |                                                                        |
|                                | Palermo 31'                                                            |                            | 54' (pen.) Marioni                                                | Asistencia: 56 000 espectadores Árbitro(s): Carlos Amarilla (Paraguay) | Asistencia: 56 000 espectadores Árbitro(s): Carlos Amarilla (Paraguay) |
|                                |                                                                        | Tiros desde el punto penal |                                                                   |                                                                        |                                                                        |
|                                | Barros Schelotto · Insúa · Palermo · Schiavi · Delgado · Abbondanzieri |                            | Leandro Augusto · Pineda · Beltrán · Cardetti · Marioni · Galindo |                                                                        |                                                                        |

| 26 de noviembre de 2008, 22:00 | Estudiantes | 0:1 (0:1) | Internacional   | Estadio Ciudad de La Plata, La Plata                                   |                                                                        |
|                                |             |           | 34' (pen.) Alex | Asistencia: 50 000 espectadores Árbitro(s): Carlos Amarilla (Paraguay) | Asistencia: 50 000 espectadores Árbitro(s): Carlos Amarilla (Paraguay) |

| 2 de diciembre de 2009, 22:00 | Fluminense                        | 3:0 (2:0) | Liga de Quito | Estadio Maracaná, Río de Janeiro                                       |                                                                        |
|                               | Dighinho 14' · Fred 43' · Gum 72' |           |               | Asistencia: 65 000 espectadores Árbitro(s): Carlos Amarilla (Paraguay) | Asistencia: 65 000 espectadores Árbitro(s): Carlos Amarilla (Paraguay) |